# Stejnopohlavní manželství

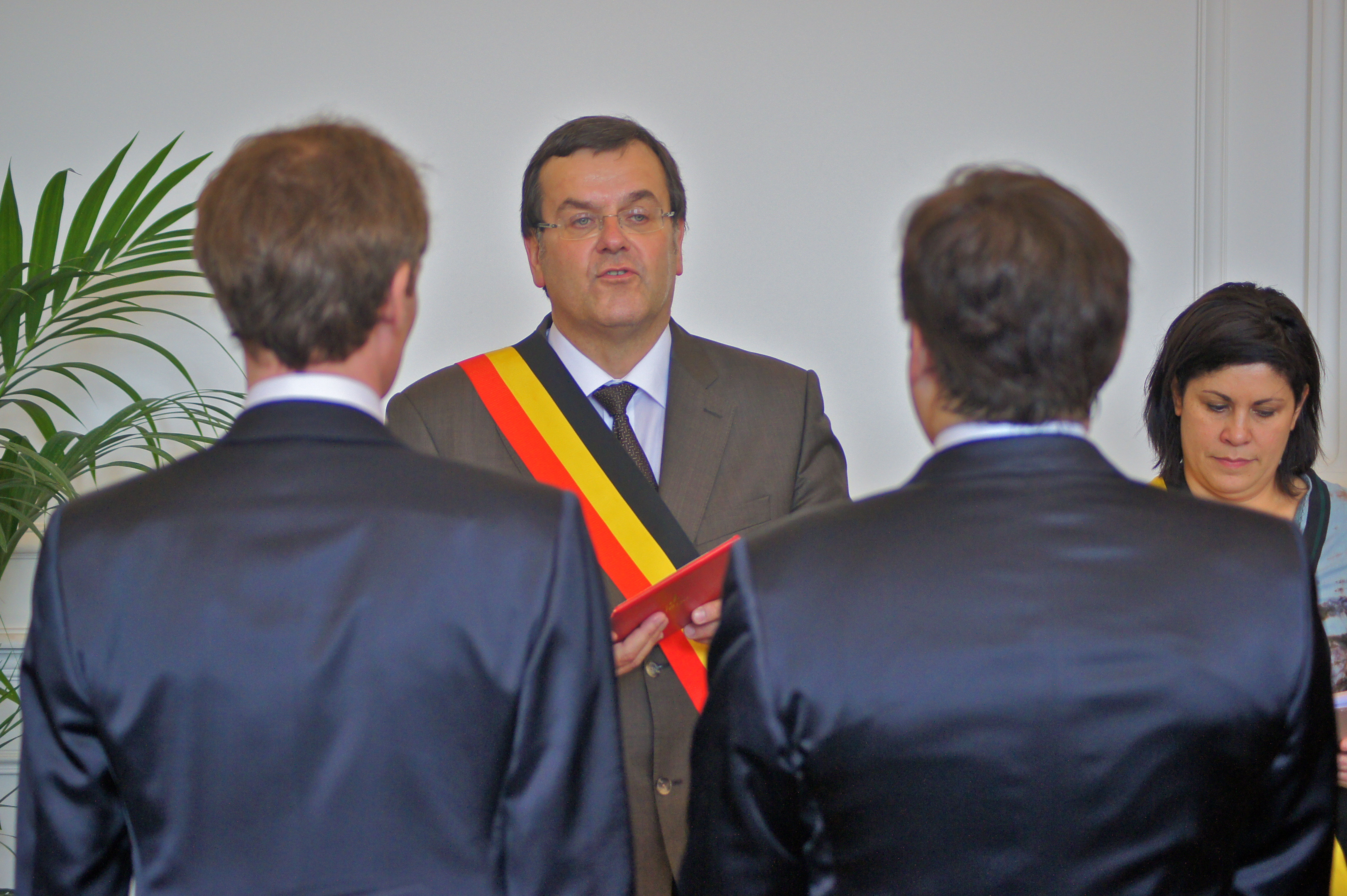
Starosta belgického města oddává stejnopohlavní pár.

Stejnopohlavní manželství, někdy označované též jako homosexuální manželství či manželství gayů a leseb, je manželství osob stejného pohlaví. Legislativa v některých zemích umožňuje jen registrované partnerství či jinou formu partnerského soužití stejnopohlavních dvojic. V některých zemích světa nejsou stejnopohlavní partnerství ošetřena žádným právním institutem, v některých jsou tyto sňatky výslovně zapovězeny na ústavní úrovni. Ačkoli je téma ve veřejném diskurzu zpravidla spojováno s právy leseb a gayů či obecněji LGBT+ osob, samotná legislativa bývá na sexuální orientaci zúčastněných nezávislá a stejnopohlavnost (či homosexualita) svazku se váže pouze k jejich pohlavní identitě, která v tomto případě není omezená na kombinaci žena-muž.
V České republice stejnopohlavní manželství není uzákoněné. V roce 2006 bylo do legislativy uvedeno registrované partnerství. Návrh novely občanského zákoníku rozšiřující manželství rovněž na svazky osob stejného pohlaví byl poprvé Poslanecké sněmovně předložen v červnu 2018, doposud o něm však nerozhodl.

## Vývoj a situace ve světě

Manželství párů stejného pohlaví
Nejvyšší soud rozhodl ve prospěch, ale nedošlo k aplikaci
Uznáváno je-li prováděno v určitých jurisdikcích
Registrované partnerství
Stejnopohlavní manželství není uznávané

Ve většině států světa platí zákonná výlučnost různopohlavnosti manželství, což znamená, že manželství mohou uzavřít pouze muž a žena (někde i více osob). Ve 21. století se postupně zvyšuje počet států umožňujících uzavírat manželství i dvěma osobám stejného pohlaví. Jako první rozšířilo občanské sňatky také pro stejnopohlavní páry Nizozemsko v roce 2001. K září 2020 mělo celkem 30 států světa zavedeno manželství shodně pro heterosexuální i homosexuální páry. Většina z nich šla cestou postupných legislativních úprav např. zavedením registrovaného partnerství či jiné nižší formy právního uznání stejnopohlavního párového soužití. Takovou cestu započalo jako první Dánsko přijetím samostatného zákona o registrovaném partnerství v roce 1989. Z mimoevropských zemí jako první uzákonila stejnopohlavní manželství Kanada v roce 2005, o rok později následovala Jihoafrická republika a v roce 2010 Argentina.
Např. slovinská vláda předala v roce 2010 návrh příslušného zákona do parlamentu a finská ministryně spravedlnosti očekávala, že většina hlavních stran podporujících zákon jej schválí v roce 2011.

### Evropa
Podle statistik Queer Geography žilo v Evropě k září 2020 46 % obyvatel v zemích s přístupem ke stejnopohlavnímu manželství a dalších 15 % v zemích s jinou, nerovnocennou institucí upravující stejnopohlavní partnerství. Celkem 13 evropských zemí manželství pro páry stejného pohlaví ústavně vylučovaly.
Evropský soud pro lidská práva (ESLP) v červnu 2010 v případu Schalk a Kopf vs. Rakousko konstatoval (hlasem 4 proti 3), že v rámci smluvních států Rady Evropy není stejnopohlavní manželství univerzálním lidským právem a smluvní státy Úmluvy o ochraně lidských práv a základních svobod nemají povinnost taková manželství umožňovat uzavřít. Zavedení či nezavedení stejnopohlavního manželství je věcí svobodného uvážení konkrétních států. Úmluvou chráněné lidské právo uzavřít manželství se týká dvojic různého pohlaví. V případech neumožnění stejnopohlavního manželství ze strany státu nejde o diskriminaci ani o nerespektování rodinného a soukromého života. Britský soudce Sir Nicolas Bratza, tehdejší předseda Evropského soudu pro lidská práva, přednesl v roce 2012 projev, v kterém naznačil, že soud je připraven prohlásit manželství osob stejného pohlaví za „lidské právo“, jakmile se na tomto shodne dost zemí.
V březnu 2015 přijal Evropský parlament nezávazné usnesení vyzývající orgány EU a členské státy, aby „[uvažovaly] o uznání manželství osob stejného pohlaví nebo občanského svazu osob stejného pohlaví jako o otázce politických, sociálních a lidských a občanských práv ".
V červnu 2018 rozhodl Evropský soudní dvůr v žalobě proti Rumunsku, že manželské páry stejného pohlaví mají stejná práva k pobytu jako jiné manželské páry v zemi EU, a to i pokud tato země nepovolí nebo neuzná manželství osob stejného pohlaví. V roce 2022 stejnopohlavní sňatky legalizovalo například Slovinsko, k 1. lednu 2024 je pak jako první postsovětská země legalizovalo také Estonsko. V únoru 2024 zákon o stejnopohlavních sňatcích prošel také například v Řecku.

#### Česká republika
V roce 2015 podal jeden z českých partnerů, kteří uzavřeli stejnopohlavní manželství v Nizozemsku, na Úřadě městské části Brno-střed žádost o zápis o uzavření manželství do zvláštní matriky. Žádosti nebylo vyhověno, protože muž trval na zápise nizozemského svazku jako manželství. Pokud by žádosti bylo vyhověno, znamenalo by to uznání stejnopohlavního manželství i v Česku. Muž se poté obrátil se žalobou na Krajský soud v Brně, kde také neuspěl.
Podle právničky Adély Horákové zastupující iniciativu Jsme fér je neumožnění stejnopohlavního manželství porušením zásady rovnosti v právech, podle poslance Marka Výborného (autor návrhu zákona, že manželství může být pouze heterosexuální svazek) je manželství hodnotový pojem, který tvoří svazek muže a ženy, a otázka umožnění stejnopohlavního manželství je otázkou hodnot, nikoli práv.

### Spojené státy americké

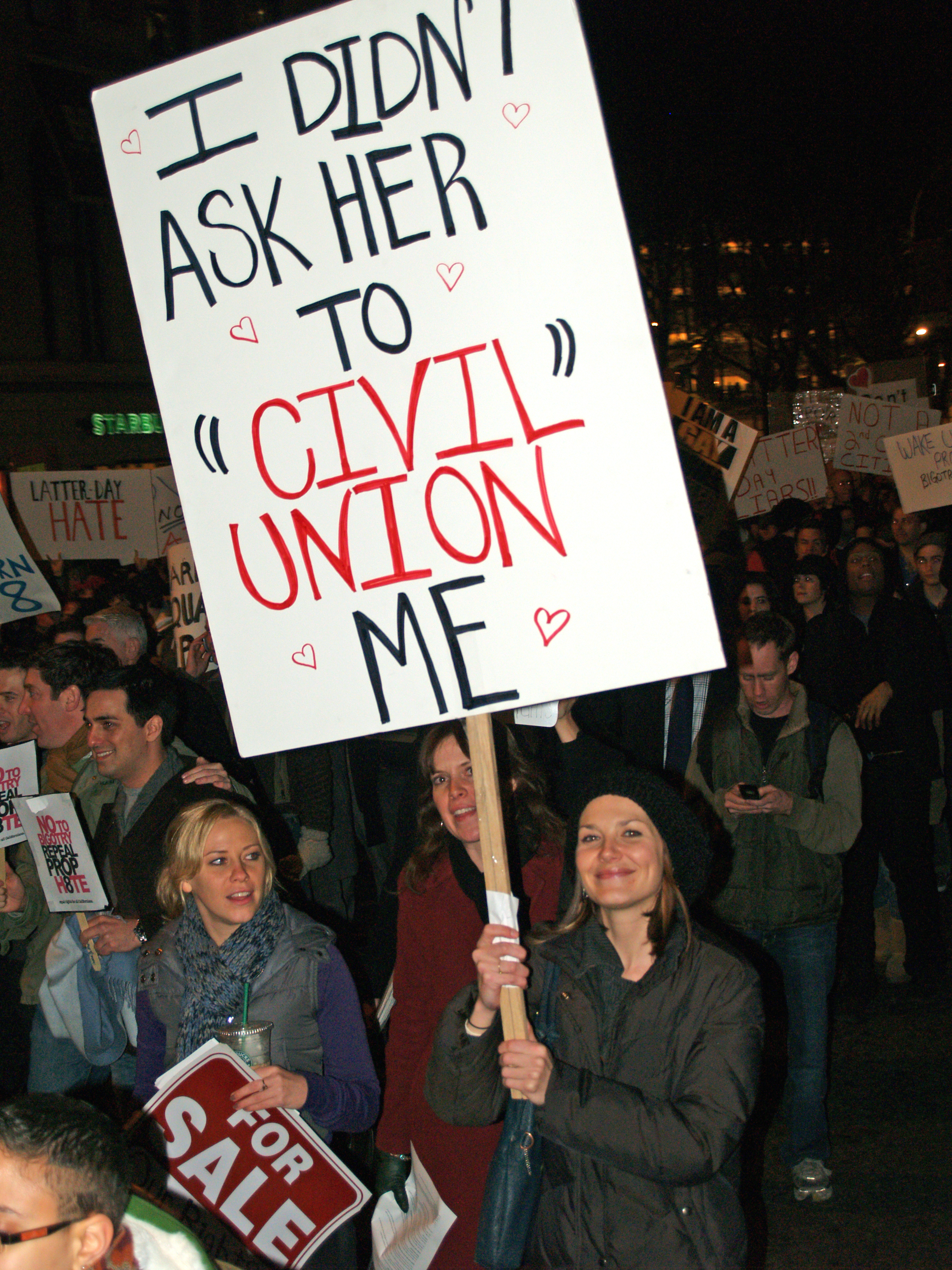
Demonstrantka odmítající srovnání stejnopohlavního manželství s pouhým registrovaným partnerstvím (občanským soužitím).

Od roku 1998 přijalo více než 30 unijních států USA ústavní dodatky, které v různé míře zakazují svazky mezi osobami stejného pohlaví. Zvláště diskutovaným právním aktem byl dodatek k ústavě Kalifornie známý jako Proposition 8, kterým bylo od roku 2008 stejnopohlavní manželství zakázáno, byl však v Kalifornii v srpnu 2010 tamějším oblastním federálním soudem (Federal District Court) shledán v rozporu s intencemi ústavy. Soud to odůvodnil jak principem respektování rovných práv náležejících všem občanům, tak ustanovením 14. dodatku Ústavy Spojených států amerických o ochraně rovného zacházení. Žadatelé argumentovali tím, že Kalifornie nemá zájem diskriminovat gaye a lesby, zatímco dodatek Proposition 8 neumožňoval Kalifornii naplnit ústavní povinnost poskytovat manželství na rovném principu a neposkytoval racionální základ pro odepření manželství gayům a lesbám. Dle kalifornského soudu bylo prokázáno, že dodatek do kalifornské ústavy pouze zanesl představu, že různopohlavní páry jsou nadřazené stejnopohlavním. Podle soudu doložené argumenty zpochybnily základní premisy předložené ve prospěch ústavního dodatku Proposition 8. Domněnky, spekulace a strach dle soudu nestačí. Soudce oblastního federálního soudu ve státě Massachusetts v červenci 2010 zpochybnil platnost federálního zákona USA Defense of Marriage Act s tím, že „iracionální předsudky nikdy nepředstavují legitimní státní zájem“. Konstatoval, že jmenovaný federální zákon výslovným zákazem stejnopohlavního manželství pro celé USA odporuje ochraně podle pátého dodatku Ústavy USA, neboť zasahuje do práv jednotlivých unijních států definovat právní institut manželství.
Nejvyšší soud Spojených států amerických 26. června 2015 rozhodl poměrem hlasů 5:4 v případě Obergefell vs. Hodges, že jednotlivé státy nemohou zakazovat manželství osob stejného pohlaví, protože o základních právech není přípustné hlasovat, jelikož tato práva nezávisí na výsledku žádných voleb. „Pokud by měla být práva definována těmi, kteří je v minulosti uplatňovali, pak by nastolená praxe mohla trvale sloužit jako vlastní ospravedlnění a nové skupiny lidí by nemohly jim jednou odepřená práva uplatnit“. Toto vyjádření bylo vydáno s odvoláním na předchozí rozsudky v případech Loving vs. Virginia a Lawrence vs. Texas. Vzhledem k tomuto vyjádření Nejvyššího soudu jsou stejnopohlavní svazky ve Spojených státech amerických od roku 2015 legální.

### Islámské státy
V žádném z islámských států nejsou stejnopohlavní sňatky legální. Nadto je v řadě zemí ilegální a trestný i homosexuální akt.

## Postoje veřejnosti

### Průzkumy veřejného mínění v ČR
Výzkum CVVM z roku 2023 zjistil, že stejnopohlavní manželství více lidí podporuje (58 %), než odmítá (38 %). Občanů, kteří nesouhlasí s tvrzením, že stejnopohlavní pár dokáže vychovat dítě stejně dobře jako pár muže a ženy, je podle jiné studie CVVM z roku 2020 více (36 % nesouhlasí, 31 % souhlasí).
Průzkum CVVM na vzorku 1042 obyvatel České republiky starších 15 let v květnu 2012 v otázce zda by homosexuální ženy a muži měli mít právo uzavřít sňatek zaznamenal, že ke kladné odpovědi se kloní 51 % respondentů (41 % v roce 2011, 36 % v roce 2007) a k záporné 44 % respondentů (48 % v roce 2011, 57 % v roce 2007). Podporu (75 %) má registrované partnerství. Podpora práv homosexuálů klesá s věkem a naopak roste se zlepšujícím se hodnocením životní úrovně. Ve všech případech výrazně častější negativní stanovisko ke zkoumaným právům homosexuálu vyjadřovali lidé hlásící se k římskokatolickému vyznání. Naopak výrazně vstřícnější postoj k právům homosexuálů projevují lidé, kteří mají gaye nebo lesbu mezi přáteli či známými.
Organizace GLOBSEC v květnu roku 2023 ve svém průzkumu zaměřujícím se na trendy veřejného mínění v 8 z 9 zemí Bukurešťské devítky uvádí u tvrzení: 'Právo LGBTI+ lidí (jako je právo na manželství) by mělo být zaručeno.', že v roce 2020 s ním souhlasí 56 % Čechů a Češek. Pro rok 2023 je to již 72 %, cože je mezi těmito roky nárůst o 16 %. Téměř 3/4 české populace se tedy domnívá, že by tzv. Manželství pro všechny mělo vejít v platnost i v České republice.

### Průzkumy veřejného mínění v USA
V roce 2011 v USA podle průzkumu veřejného mínění CNN poprvé většina obyvatel podpořila uznání stejnopohlavních manželství. Podle průzkumu to bylo 51 % oslovených, proti bylo 47 %. Podpora přitom do té doby dlouhodobě setrvale rostla. Podle průzkumů Gallupova ústavu, CNN a ABC News z roku 2011 má manželství osob stejného pohlaví menšinovou podporu z hlediska věkových skupin u lidí starších 50 let a z hlediska politických preferencí u republikánů a konzervativců. Průzkum CNN ukázal menšinovou podporu u osob s hrubým příjmem do 50 000 dolarů ročně a u osob bez vysokoškolského vzdělání.
V průzkumu pro Fox News v srpnu 2010 na vzorku 900 registrovaných voličů v USA 37 % respondentů odpovědělo, že si myslí, že by homosexuálům měla být povolena legalizace manželství, 29 % si myslí, že by mělo být povoleno partnerství, nikoliv manželství, a 28 % si myslí, že by neměla být povolena žádná legalizace jejich vztahů.
Knižně vydaná studie Counted Out sociologa Briana Powella z roku 2010 udává dlouhodobý trend nárůstu podpory stejnopohlavního manželství, přičemž aktuální hodnoty byly 52 % respondentů podporujících stejnopohlavní manželství a 48 % respondentů proti němu.